# 奥田亡羊
奥田 亡羊（おくだ ぼうよう、1967年6月5日 - 2025年4月11日）は、日本の歌人。歌誌『心の花』編集委員（2000年 - 2024年）。現代歌人協会理事（2017年 - 2021年）。相模女子大学、早稲田大学講師。朝日カルチャーセンター新宿校講師。篤志面接委員  。本名は奥田 尚良（おくだ たかよし）。

## 来歴
京都府京都市出身。祖父は俳誌『高原』を主宰した口語自由律俳人・俳画家の奥田雀草。
聖光学院中学校・高等学校卒業。早稲田大学第一文学部卒業。1991年、テレビ局に入社し、文化・教育番組を制作（2002年退社）。担当番組で佐佐木幸綱と出会ったことがきっかけで、1999年、歌誌『心の花』に入会。
2001年、文化庁「美しい日本語を語る会」評議員。2004年から群馬県の少年院で短歌指導を続けている。2005年、世田谷区日本語教育特区審議委員として「日本語」教科書の作成に参加。
2025年4月11日の早朝、肺がんにより57歳で死去。

## 受賞歴
- 1999年、作品「砂のダンス」で第42回短歌研究新人賞次席[11][12]。
- 2005年、作品「麦と砲弾」で第48回短歌研究新人賞を受賞[13]。
- 2008年、第一歌集『亡羊』で第52回現代歌人協会賞を受賞[14]。
- 2018年、第二歌集『男歌男』で第16回前川佐美雄賞を受賞[15]。
- 2022年、第三歌集『花』で第27回若山牧水賞を受賞[16][17]。

## 著書・評論

### 歌集
- 第一歌集『亡羊』（短歌研究社 、2007年）ISBN 978-4-86272-038-2
- 第二歌集『男歌男』（短歌研究社、2017年）ISBN 978-4-86272-528-8
- 第三歌集『花』（砂子屋書房、2021年）ISBN 978-4-7904-1808-5

### 共著・編著
- 『論争奈良美術』（平凡社、1994年）（共著）
- 『美しい日本語のすすめ』（財務省印刷局、2002年）（共著）
- 『東大寺〜美術史研究の歩み〜』（里文出版、2003年）（共著）
- 『シリーズ牧水賞の歌人たちvol.2「佐佐木幸綱」』（青磁社、2006年）（編著）ISBN 4861980305

### 評論・鑑賞
- 没後30年前川佐美雄特集「代表歌50首＋鑑賞の手引」（『短歌』2020年7月号、KADOKAWA）
- 「牧水のイデア」（「第27回若山牧水賞記録集」、2023年）
- 「牧水、後期三〇首」（沼津市若山牧水記念館館報第72号、2024年）

## 作品
佐佐木幸綱の「男歌」の影響を受けつつ、過去を引きずる中年男を主題にした短歌などに特色がある。台本の記法を取り入れた短歌など実験的な手法も取ることがある。
『亡羊』
- 宛先も差出人もわからない叫びをひとつ預かっている
- 砲弾がはるかな空をよぎる日のみずうみを脱ぐ蛇の恍惚
- 腕なくば箸を使わぬ食い方があるのだ天に揺れる向日葵
- 自転車を燃やせば秋の青空にぱーんぱーんと音がするなり
- 兵士1 ニンゲンは／兵士2 犬に食われてしまうほど／兵士3 自由なりけり／兵士4 空が青いな[19]

『男歌男』
- つわぶきの花の暗さを思いつつ体ひとつで落ちてゆく眠り
- 貝の裏とろりとろりと光りおり子を身籠もれる人の遊びに
- 石像となりたる夢に石の首落として千の椿咲かしむ
- 雨脚をほそほそと引く春雨に燃えているのは愛のある家
- 黒き傘さして運河を下りゆく　娘よ、父は雨に降る雪

『花』
- 鏡の奥にひと月ぶりの髭を剃る／空には竜の匂いがした
- 月光をもろ手ざわりに揉みしだく／菊ならば菊におい立つまで
- 鳥葬のような交わり重ねつつ／夜ごとに人の青空を見る
- アルバイトの経験をとえば俯きて／鹿の腑分けの熱さを語る
- フラワーなビューティフルなり／青空の下であなたと抱き合っていた

## 論文
- 「蟹満寺本尊考」佛教藝術208号（毎日新聞社、1993年）

## 番組制作
- NHKこころの時代「わがとこしへの川〜魂の歌人・ 竹山広〜」（2005年6月5日放送）
- NHK知るを楽しむ「白洲正子〜目利きの肖像〜」（全4回）出演: 細川護熙 （2006年2月放送）
- NHKこころの時代「無念も捨てたもんじゃない」出演: 福島泰樹 （2011年3月6日放送）
- NHKこころの時代「永遠のいのちの教え～法華経のことば～」（全12回）出演: 北川前肇 （2012年放送）
- NHKこころの時代「道をひらく〜内村鑑三のことば〜」（全6回）出演: 鈴木範久（2013年放送）